# Liste der Bodendenkmale in Eibenstock
In der Liste der Bodendenkmale in Eibenstock sind die Bodendenkmale der Stadt Eibenstock und ihrer Ortsteile nach dem Stand der Auflistung von Volkmar Geupel aus dem Jahr 1983 aufgelistet. Eventuelle Änderungen und Ergänzungen, insbesondere aus der Zeit nach der Wende, sind nicht berücksichtigt, da für Sachsen aktuell keine neueren allgemein zugänglichen Bodendenkmallisten vorliegen. Die Baudenkmale sind in der Liste der Kulturdenkmale in Eibenstock aufgeführt.
| Denkmal-ID | Fundart            | Ortsteil   | Bezeichnung                 | Zeitstellung    | Lage                                                                                 | Bemerkungen                                                             | Bild |
| ---------- | ------------------ | ---------- | --------------------------- | --------------- | ------------------------------------------------------------------------------------ | ----------------------------------------------------------------------- | ---- |
| ?          | Befestigung > Burg | Eibenstock | Wehranlage „Teufelsschloss“ | Mittelalter     | südlich von Blauenthal auf der Spitze eines Bergsporns zwischen Steinbach und Bockau | Höhenburg in Spornlage mit umlaufendem Graben, Schutz seit 3. März 1959 |      |
| ?          | besonderer Stein   | Eibenstock | Steinkreuz „Mordstein“      | Spätmittelalter | südsüdöstlich des Orts an der Frühbusser Straße, Forstrevier 7 Abteilung 208b        | Dolch und Inschrift eingeritzt, Schutz seit 18. Juli 1963               |      |